# Meilenstein (Ballenstedt, Meile 10)

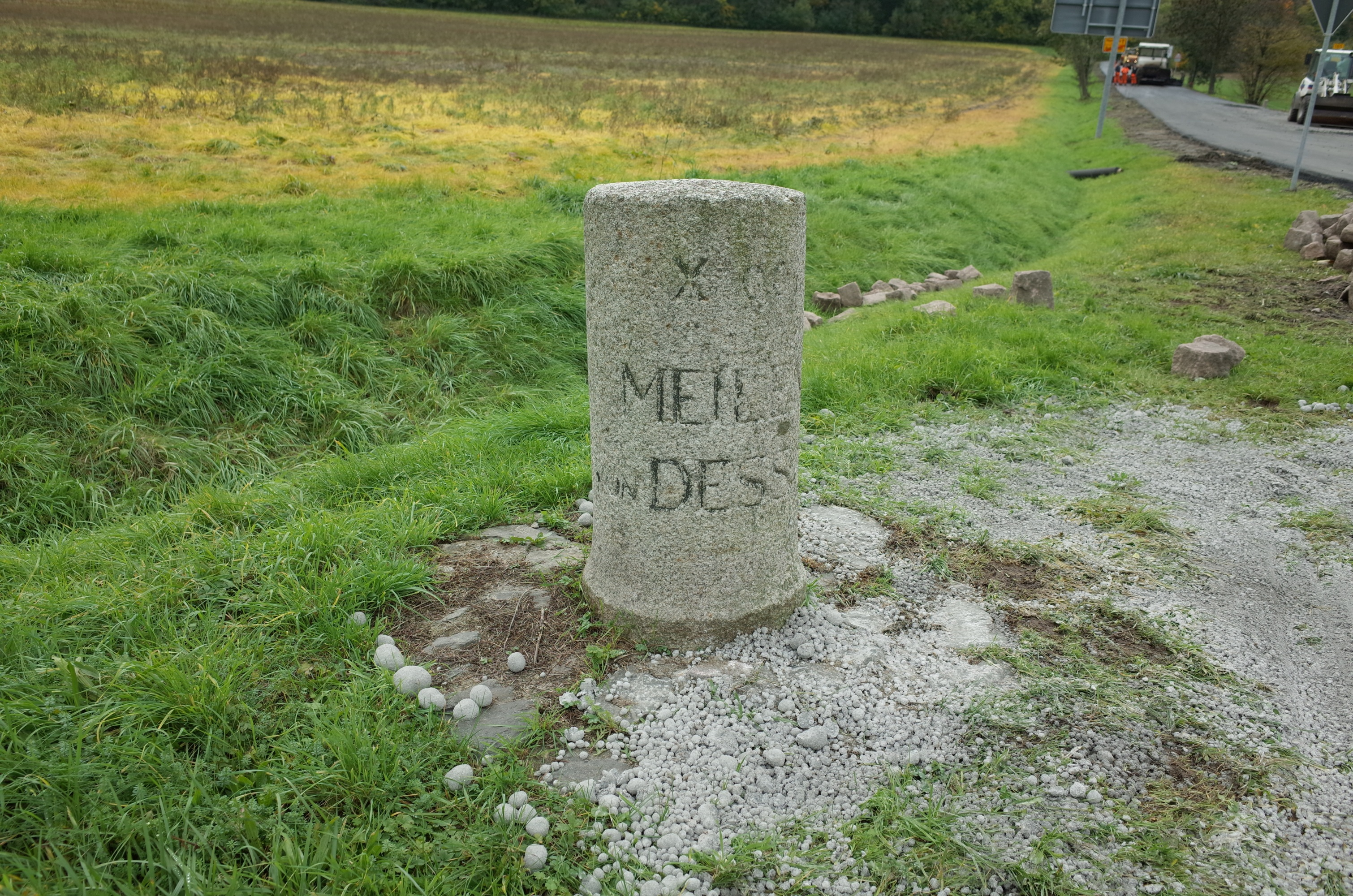
Anhaltischer Meilenstein in Ballenstedt

Der 10-Meilen-Stein in Ballenstedt ist ein Kleindenkmal im Landkreis Harz in Sachsen-Anhalt.
Relativ viele Meilensteine aus dem Umland von Ballenstedt wurden in die anhaltische Nebenresidenz gebracht, nachdem sie durch die Einführung des Kilometers als überflüssig betrachtet wurden. Hier dienten sie als Prellsteine und haben sich teils auch nur deshalb erhalten. Der Zehn-Meilen-Stein steht an der Bundesstraße 185, dem Nachfolger der schon seit Jahrhunderten wichtigsten Ost-West-Verbindung Anhalts, an der Ecke Alte Kreipe / Quedlinburger Straße. Eine preußische Meile war 7,532 Kilometer lang und in den 1840er Jahren wurde diese Berechnungsgrundlage auch in Anhalt eingeführt.
Dieser Stein stand also einst 75 Kilometer von der Landeshauptstadt entfernt, denn seine Inschrift lautet X oo Meilen von Dessau. Es wurde mittlerweile nachgewiesen, dass dieser Stein nordöstlich von Ballenstedt stand, denn ein entsprechender Karteneintrag auf dem historischen Messtischblatt belegt dessen Existenz bei Radisleben. Spätere Ausgaben des Messtischblattes zeigen wie zum Beweis für den Abbau der Meilensteine an diesen Straßen Kilometersteine. Zudem wird dies durch ein Literaturfund bestätigt. Der Meilenstein ist aber zunächst vor Ort verblieben und wurde erst später bei Bauarbeiten im Straßengraben gefunden und hierher gebracht.
Der Rundsockelstein steht unter Denkmalschutz und ist im Denkmalverzeichnis mit der Nummer 094 50353 erfasst. Er ist aus Granit, 78 Zentimeter hoch und 42 Zentimeter im Durchmesser, am Sockel breiter. Die Angabe oo deutet vermutlich darauf, dass der Stein hier als neuer Nullpunkt aufgestellt wurde. Denkbar wäre freilich auch, dass damit die Bedeutung als Ganzmeilenstein ausgedrückt wurde, da es hier auch anhaltische Viertelmeilensteine gab. Direkt neben dem Stein steht der 11-Meilen-Stein.